# Кроячево
Кроя̀чево е село в Южна България, община Ардино, област Кърджали.

## География
| Население по години | Население по години |
| ------------------- | ------------------- |
| 1934 г.             | 596 души            |
| 1946 г.             | 622 души            |
| 1956 г.             | 641 души            |
| 1975 г.             | 611 души            |
| 1985 г.             | 425 души            |
| 1992 г.             | 198 души            |
| 2001 г.             | 123 души            |
| 2011 г.             | 78 души             |
| 2019 г.             | 119 души            |

Село Кроячево се намира в най-източната част на Западните Родопи, на 9 – 10 km западно от границата им с Източните Родопи, на около 20 km запад-югозападно от центъра на град Кърджали и 4 km северно от град Ардино. Застроено е на протежение около километър по южния и източния склонове и южната част на билото на възвишение, издигащо се от изток покрай Ардинска река (Егридере), на един-два километра преди вливането ѝ в река Арда.

## История
Селото – тогава с име Терзи-кьой – е в България от 1912 г. Преименувано е на Кроячево с министерска заповед № 3775, обнародвана на 7 декември 1934 г.
Към 31 декември 1934 г. към село Кроячево спадат махалите Али Мехмедлер, Горница (Юкари махле), Долница (Аша махле), Монгашлар, Орта махле, Топалар и Чорт текелер.

## Население
Преброяване на населението през 2011 г.
Численост и дял на етническите групи според преброяването на населението през 2011 г.:
|                     | Численост | Дял (в %) |
| Общо                | 78        | 100,00    |
| Българи             | 0         | 0,00      |
| Турци               | 78        | 100,00    |
| Цигани              | 0         | 0,00      |
| Други               | 0         | 0,00      |
| Не се самоопределят | 0         | 0,00      |
| Неотговорили        | 0         | 0,00      |

## Религии
Изповядваната в село Кроячево религия е ислям.

## Обществени институции
Село Кроячево към 2020 г. е център на кметство Кроячево.
Молитвеният дом в село Кроячево е джамия.

## Културни и природни забележителности
На около 2 km западно от село Кроячево се намира Дяволският мост на река Арда.